# 인도네시아 국가 체육 위원회
인도네시아 국가 체육 위원회(인도네시아어: Komite Olahraga Nasional Indonesia (KONI), 영어: National Sports Committee of Indonesia)는 인도네시아의 국가 체육 위원회이다. 본부는 자카르타에 있다.
1946년에 인도네시아 각지에 흩어져 있던 스포츠 기구를 국가 차원에서 통합하면서 설립되었다. 인도네시아에서 스포츠 대회를 조직하고 국가 차원의 스포츠 발전을 담당한다. 1952년에 국제 올림픽 위원회로부터 승인을 받은 이후부터 2005년에 인도네시아 올림픽 위원회가 분리되기 이전까지는 인도네시아의 국가 올림픽 위원회 역할을 수행했다.